# شاطئ ميرامار
شاطئ ميرامار، يعرف أيضا بشاطئ المركز، هو شاطئ يقع بمدينة المحمدية المغربية. 

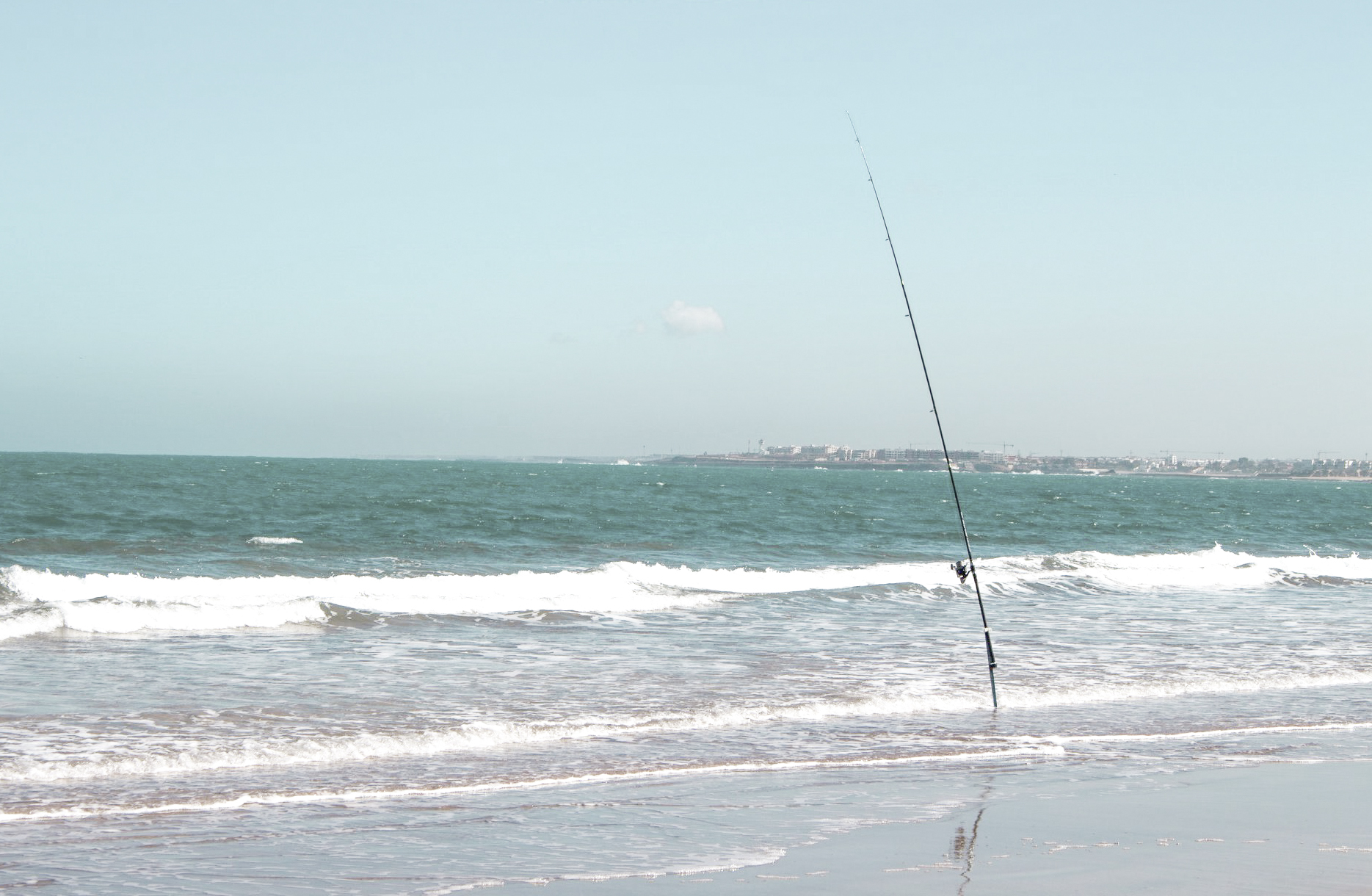
صورة لقصبة صيد من شاطئ ميرامار

## الموقع
يقع هذا الشاطئ بالجماعة الحضرية المحمدية، بعمالة المحمدية، جهة الدار البيضاء سطات ، بين الميناء البيترولي للمحمدية، وشاطئ مانسمان.

## السياحة
يشهد هذا الشاطئ خلال الفترة الصيفية رواجا كبيرا، حيث يعد متنفسا لساكنة مدينة المحمدية، إضافة إلى ساكنة الدار البيضاء التي تفضل التنقل من أجل الاستجمام بهذا الشاطئ، يعرف هذا الشاطئ رواجا تجاريا كبيرا، كما يعرف الشاطئ ممارسة مجموعة من الرياضات الشاطئية، أهمها القوارب الشراعية.

## التهيئة
يتوفر الشاطئ على كورنيش طويل يضم عددا كبيرا من المقاهي والأنشطة التجارية والخدمات، إضافة إلى فندق مصنف. سنة 2021 تم الإعلان عن مشروع تهيئة كورنيش الشاطئ، حيث تم الشروع في أشغال هدم الكورنيش القديم وتعويضه بكورنيش جديد يتوفر على مدرجات وخدمات متنوعة.
شهد شاطئ ميرامار تشييد بعض البنايات والوداديات السكينة قرب الشاطئ، ما أثار موجة سخط بين المهتمين بشأن المدينة والمجتمع المدني بسبب عدم احترام هذه البانيات للمسافة القانونية بينها وبين الشاطئ، وتسببها في تدمير الكثبان الرملية للشاطئ والاخلال بتوازنه.

## البيئة
توجه انتقادات كبيرة من طرف المجتمع المدني للمسؤولين عن تسيير الشأن العام المحلي بسبب تلوث مياه ورمال شاطئ ميرامار بالغبار الأسود ومخلفات السفن البترولية وتصريف المياه العادمة. كما أكدت بعض الدراسات الأكاديمية حدوث تحول في الميزانية الروسبية لرمال هذا الشاطئ، في علاقته بالدينامية العامة لساحل المحمدية.